# Frédéric Nihous
Frédéric Nihous (Valenciennes, 15 agosto 1967) è un politico francese.
Si è laureato in giurisprudenza a Lilla ed è stato professore universitario di diritto amministrativo nel medesimo ateneo.
Si è candidato alle elezioni presidenziali del 2007 ottenendo al primo turno 420.645 voti (1,15%) e venendo escluso dal successivo ballottaggio.
Il suo programma si basava sul rifiuto dell'Unione europea, sulla valorizzazione delle campagne francesi e sul rispetto dei valori e delle tradizioni transalpine. L'obiettivo della sua corsa presidenziale era il superamento del 4,23% che Jean Saint-Josse (all'epoca candidato di CPNT) ottenne alle elezioni presidenziali del 2002.